# Swertia fedtschenkoana
Swertia fedtschenkoana är en gentianaväxtart som beskrevs av Pissjaukova. Swertia fedtschenkoana ingår i släktet Swertia och familjen gentianaväxter. Inga underarter finns listade i Catalogue of Life.